# Javi Manquillo
Javier „Javi“ Manquillo Gaitán (* 5. Mai 1994 in Madrid) ist ein spanischer Fußballspieler. Seine bevorzugte Position ist die rechte Außenverteidigung.

## Karriere
Manquillo begann seine Karriere bei Atlético Madrid, für dessen Jugendmannschaften er ab 2007 spielte. Ab der Saison 2012/13 gehörte er zum Kader der zweiten Mannschaft, mit der er in der Segunda División B spielte. Am 8. Dezember 2011 kam er zu seinem ersten Einsatz in der Copa del Rey gegen den Albacete Balompié. Sein La Liga-Debüt gab er am 9. Dezember 2013 gegen Deportivo La Coruña.
Zur Saison 2014/15 wechselte Manquillo für zwei Jahre auf Leihbasis in die Premier League zum FC Liverpool. Zudem sicherte sich der Klub eine Kaufoption. Er feierte sein Debüt am 17. August 2014 beim 2:1-Sieg gegen den FC Southampton am ersten Spieltag über die volle Spielzeit. Aufgrund von wenigen Einsätzen wurde die Leihe nach einem Jahre beendet und Manquillo zur Saison 2015/16 in die Ligue 1 an Olympique Marseille weiterverliehen. Im August 2016 wurde er an den AFC Sunderland verliehen.

## Titel und Erfolge
- Spanischer Meister (1): 2014
- Spanischer Pokalsieger (1): 2013